# Johann Gottlieb Wiedner
Johann Gottlieb (Karl) Wiedner (* 1714 in Schwerta, Queiskreis; † 17. November 1783 in Leipzig) war ein deutscher Komponist und Organist.

## Leben
Er studierte bei dem von 1720 bis 1753 in Schwerta tätigen Organisten und Kantor Johann Christoph Wiedner, der wahrscheinlich sein Vater war.
Vom Gymnasium in Zittau ging er 1739 an die Universität Leipzig. Bereits 1741 war er das Substitut von Carl Gotthelf Gerlach in Leipzig, indem er Violine und Orgel spielte und Sänger und Musiker für die Neukirche besorgte. Er bewarb sich 1755 erfolglos um die Stelle des Kantors an der Thomaskirche, wurde aber nach Gerlachs Tod im Juli 1761 Organist und Musikdirektor an der Neukirche. Wiedner war auch in anderen Bereichen des Leipziger Musiklebens aktiv. Die Tabvla Musicorvm der Löbl: großen Concert-Gesellschafft von Johann Salomon Riemer verzeichnet ihn 1746 als Sänger (Tenor), Violinisten und das Solocembalisten im Großen Concert (Vorläufer vom Gewandhaus (Leipzig)). Johann Adam Hiller versuchte vergeblich Nachfolger von Wiedner an der Neukirche zu werden. Ernst Ludwig Gerber lobte Wiedners fließende, gefällige Melodiebegabung.

## Werk (Auswahl)
- Sinfonie D-Dur (Leipzig 1761)
- Suite F-Dur
- Lob und Dank Stücke für Trompeter und Hörner in D-Dur
- Da die Zeit erfüllet war sandte Gott (Kantate)